# Johansen CAJO 59
Johansen CAJO 59 byl dánský dvoumotorový obojživelný létající člun. Postaven byl na konci šedesátých let. V Dánsku získal imatrikulaci, ale nebyl sériově vyráběn.

## Vznik a vývoj
Letoun CAJO 59 byl navržen a postaven ing. Carlem Johansenem (odtud název) z dánského Næsby (na okraji Odense) jako univerzální 3–4 místný obojživelný létající člun. První let z vody byl proveden 25. července 1967 a první ze země 17. dubna 1968.

## Popis letounu
Bylo to obojživelné letadlo (amfibie), které bylo opatřeno podvozkem a mohlo vzlétat a přistávat jak ze země tak i z vody. Jednalo se o konzolový, dvoumotorový hornoplošník převážně dřevěné konstrukce s výjimkou sendvičových panelů v trupu ze skelných vláken a pěny. Křídlo profilu NACA 23012 bylo mezi motory tvořeno dvěma nosníky, které vyzvedly motory vysoko nad vodu. Křídlo vně motorů bylo tvořeno jediným nosníkem. Pohyblivé ovládací prvky (křidélka, směrovka a výškovky) byly potažené látkou. Trup byl v podstatě plochý, obdélníkový pouze horní část byla zaoblená. Kabina byla umístěna pod křídlem. Dva pevné plováky byly na konci křídla na jedné vzpěře a stabilizovaly tak vzlety z vody. Ručně zatahovatelný tříkolový podvozek měl jedno příďové a dvě hlavní kola. Hydraulické kotoučové brzdy designu Johansen.
Model CAJO 59 byl poháněn dvěma invertními čtyřválcovými řadovými motory Walter Mikron III o výkonu 65 k (49 kW). Palivo o objemu 68 l bylo uskladněno v plovácích pod křídlem a druhá palivová nádrž (rovněž o objemu 68 l) ve spodní části trupu.

## Použití
Dánská certifikace OY-DFH (1968) platila pouze od 2. února 1968 do 4. listopadu 1968. Vzhledem k tomu, že letoun nebylo možné certifikovat v Dánsku, odletěl Johansen s letadlem do Německa, kde byl zaměstnán u Rhein Flugzeugbau v Mönchengladbachu a kde byla provedena i certifikace. V červnu 1969 získal v Německu registraci letounu s imatrikulací jako D-GDFH, podstoupil nezbytné letové zkoušky a získal typové osvědčení v kategorii Normal podle předpisů FAR 23. Tento typ však nikdy nebyl uveden do výroby, v roce 1980 byla i německá registrace zrušena a Johansen letadlo daroval sdružení Dansk Veteranflysamling (Sbírka dánských veteránů, od 1. června 2007 s novým názvem Danmarks Flymuseum) v dánském Stauningu. V dánském leteckém muzeu Danmarks Flymuseum, které na letišti ve Stauningu sídlí, je letoun, avšak bez motorů Walter Mikron III, v depozitáři.

## Uživatelé
- Dánsko OY-DFH
  - Carl Johansen
- Německo D-GDFH
  - Carl Johansen

## Specifikace
Data podle

### Technické údaje
- Posádka: 1
- Cestující: 2–3
- Rozpětí: 9,80 m
- Délka: 6,95 m
- Výška: 2,75 m
- Nosná plocha: 12,80 m2
- Plošné zatížení: 70 kg/m2
- Hmotnost prázdného letounu: 580 kg
- Vzletová hmotnost: 980 kg
- Pohonná jednotka: 2× pístový, vzduchem chlazený, čtyřválcový řadový invertní motor Walter Mikron III
  - nominální, jmenovitý výkon: 47,8 kW / 65 k při 2600 ot/min
  - maximální, vzletový výkon: 51,5 kW / 70 k při 2800 ot/min
- Vrtule: dvoulistá dřevěná

### Výkony
- Maximální rychlost: 215 km/h
- Cestovní rychlost: 200 km/h
- Přistávací rychlost: 60 km/h
- Stoupavost: 4,5 m/s (270 m/min)
- Dolet: 1000 km